# Murallas blancas
Murallas blancas é uma telenovela mexicana, produzida pela Televisa e exibida em 1960 pelo Telesistema Mexicano.

## Elenco
- María Tereza Montoya
- Miguel Manzano
- Tony Carbajal
- Carmen Molina
- Consuelo Guerrero de Luna
- Dina de Marco